# Bathyplotes imperfectus
Bathyplotes imperfectus е вид морска краставица от семейство Synallactidae.

## Разпространение
Видът е разпространен в Нова Каледония и Филипини.